# スズキ・Vストローム1000
Vストローム1000（V-Strom1000 ブイストローム1000）は、スズキが製造しているデュアルパーパスタイプのオートバイ（大型自動二輪車）である。

## 概要
2001年のパリショーにて発表された。2002年から2009年にかけてDL1000の名称で欧州で販売された。エンジンはTL1000のものを採用し、燃料噴射装置はGSX-Rのものを採用している。996ccの排気量と水冷V型2気筒、燃料噴射装置である。2007年にマイナーチェンジを行い、クリアターンシグナルレンズとスイングアームピボットカバーを変更している。2013年には大幅な変更を行い、排気量を1,037ccに上げ、ABSを装備。スズキ初となるトラクションコントロールを搭載した。
2013年1月に国内発売されたV-Strom650に続き、V-Stromシリーズの兄弟車として2014年6月4日より日本国内向け仕様も発売された。スペックは欧州仕様とほぼ同一となっている。
2017年6月26日に日本国内仕様がモデルチェンジされる。エンジンは平成28年環境規制に適合させ650同様に「ローRPMアシスト」を搭載する。車体にはIMUを搭載しABSと連携させ車体の安定を図るシステムを追加した。
また650で先行導入されたワイヤースポークホイールの仕様が1000にも追加され、V-Strom1000XT ABSとして発売される。